# Église Saint-François-d'Assise du Bélieu
Pour les articles homonymes, voir Église Saint-François-d'Assise.
L’église Saint-François-d'Assise du Bélieu est une église située sur la commune du Bélieu dans le département français du Doubs.

## Histoire
L'église, construite de 1629 à 1631, fut brûlée par les suédois lors de la Guerre de Dix Ans. Le clocher sera reconstruit en 1680.
L'église Saint-François-d'Assise fait l’objet d’une inscription au titre des monuments historiques depuis le 13 avril 1929.

## Rattachement
L'église fait partie de la paroisse du plateau du Russey (Le Russey) qui est rattachée au diocèse de Besançon.

## Architecture
Le clocher reconstruit en 1680 est surmonté d'un dôme à impériale et les murs plaqués de tavaillons

## Mobilier
L'église possède un riche mobilier, dont certains éléments bénéficient d'une protection à titre objet des monuments historiques:
- Le Retable de l'autel de la Vierge, daté de 1667, en bois sculpté, œuvre du sculpteur franc-comtois François Cuenot, classé à titre objet le 5 décembre 1908[3]
- Le maître-autel, ainsi que le tabernacle et sa credelle, en bois taillé doré, datés du XVIIIe siècle, classés à titre objet le 10 mai 1928[4]
- des Lanternes de procession ainsi que 9 bâtons, du XVIIIe siècle, classés à titre objet le 10 mai 1928[5]
- une chaire à prêcher en bois taillé, datée du XVIIIe siècle, classée à titre objet le 10 mai 1928[6]
- l'autel le retable et une pietà (vierge de pitié) des XVIIe et XVIIIe siècles en bois taillé doré, classés à titre objet le 24 juin 1964[7]
- une statue de Saint Eloi en bois polychrome, du XVIIe siècle, classée à titre objet le 24 juin 1964[8]
- un confessionnal  daté de 1733, en bois taillé, classé à titre objet le 24 juin 1964[9]